# Володимирівка (Богодухівський район)
Володими́рівка — село в Україні, у Краснокутській селищній громаді Богодухівського району Харківської області України. Населення — 141 особа (2002).

## Географія

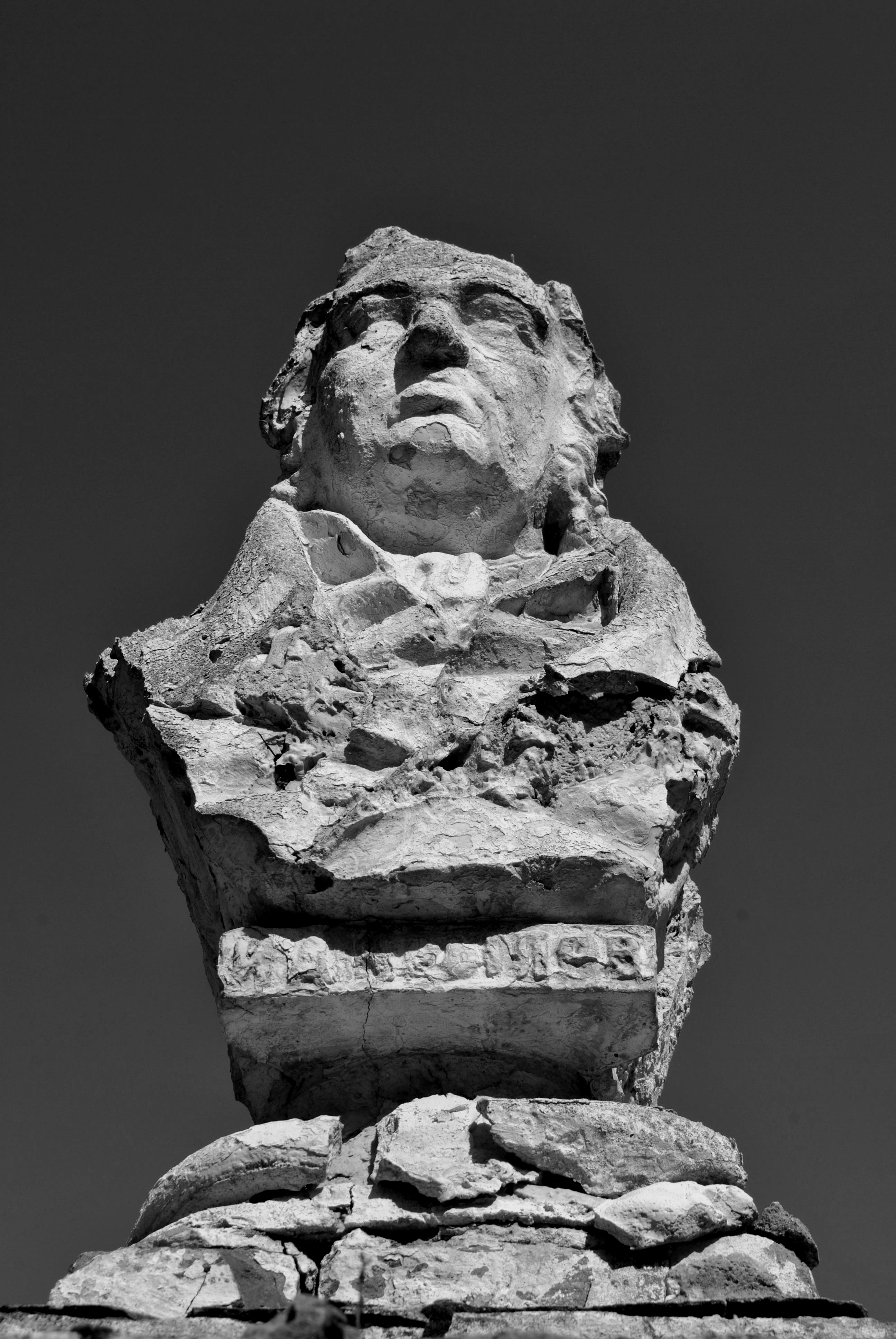
Пам'ятник Павлову

Селище Володимирівка знаходиться на правому березі річки Мерчик, вище за течією на відстані 2 км розташоване село Мурафа, нижче за течією на відстані 1 км розташоване селище Пильнянка, на протилежному березі — селище Сорокове. Селище оточене великим лісовим масивом — урочище Мурафська Дача (сосна).

## Історія
Перша згадка (дата заснування) про селище датується 1750 роком.
12 червня 2020 року, розпорядженням Кабінету Міністрів України № 725-р «Про визначення адміністративних центрів та затвердження територій територіальних громад Харківської області», увійшло до складу Краснокутської селищної громади.
19 липня 2020 року, в результаті адміністративно-територіальної реформи та ліквідації Краснокутського району, селище увійшло до складу Богодухівського району.

## Пам'ятки
У 1884 році у Володимирівці було закладено парк, названий П. Харитоненком Наталіївським парком. За 30 років родиною відомого промисловця були вкладені кошти, щоб перетворити це місце на шедевр садово-паркової архітектури кінця XIX—XX ст.ст..
У парку є багато стилізованих елементів (в'їзні ворота, палац, водонапірна башта, манеж, алеї, мармурові леви, половецькі кам'яні баби та ін.). Старезні дуби, яким по 300 і більше років, поєднуються з сосновими насадженнями.
До 1911 року за проектом О. Щусєва у Наталінському парку була збудована церква Спаса Преображення. Церква являє будівлю дивовижних форм, що стала видатним твором архітектури в області. Архітектор створив свій шедевр за мотивами давньоруських храмів. Фасад церкви прикрашений найскладнішою різьбою по камінню за темами Священного писання, житія Святих.

## Галерея

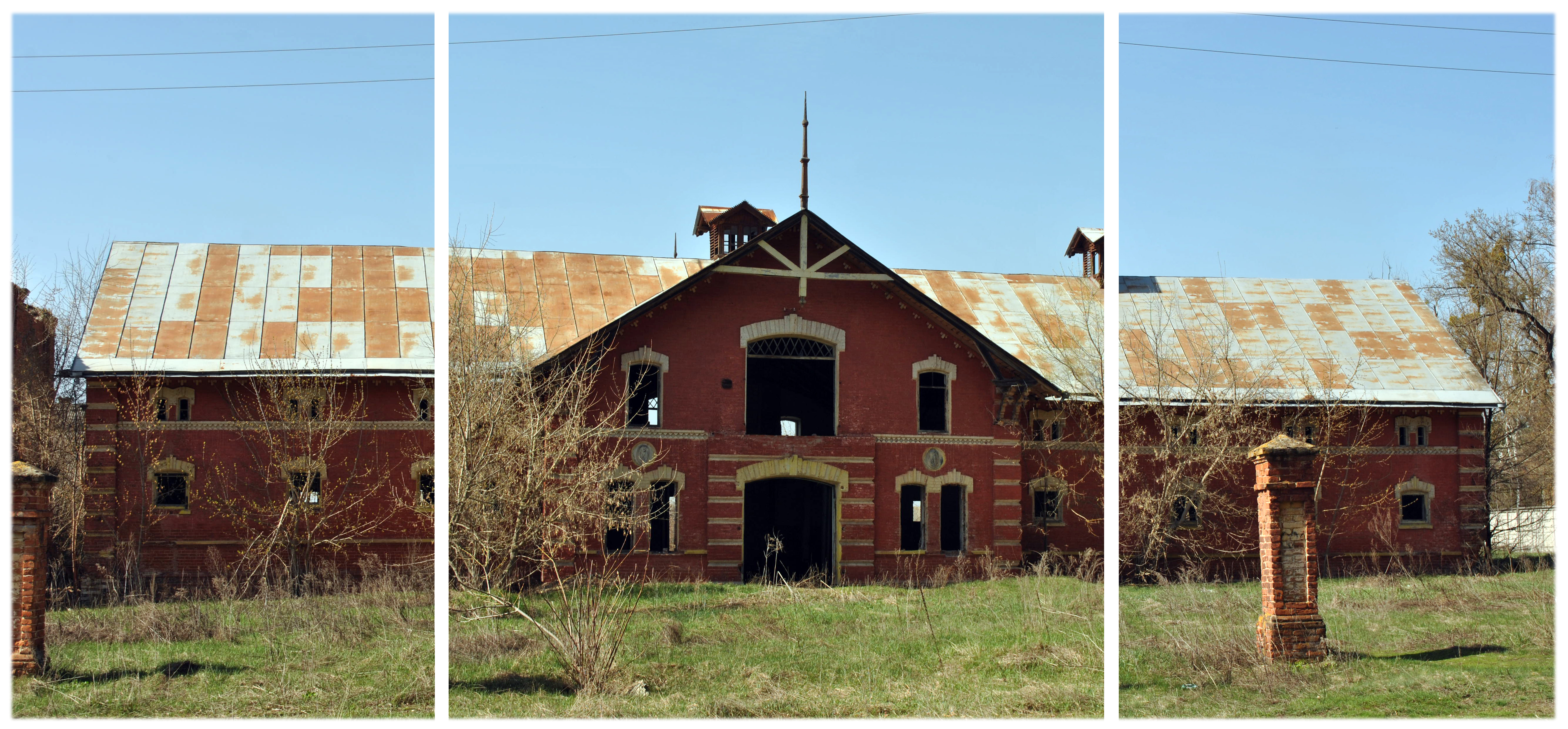
Конюшня біля садиби Харитоненків (2016 рік)
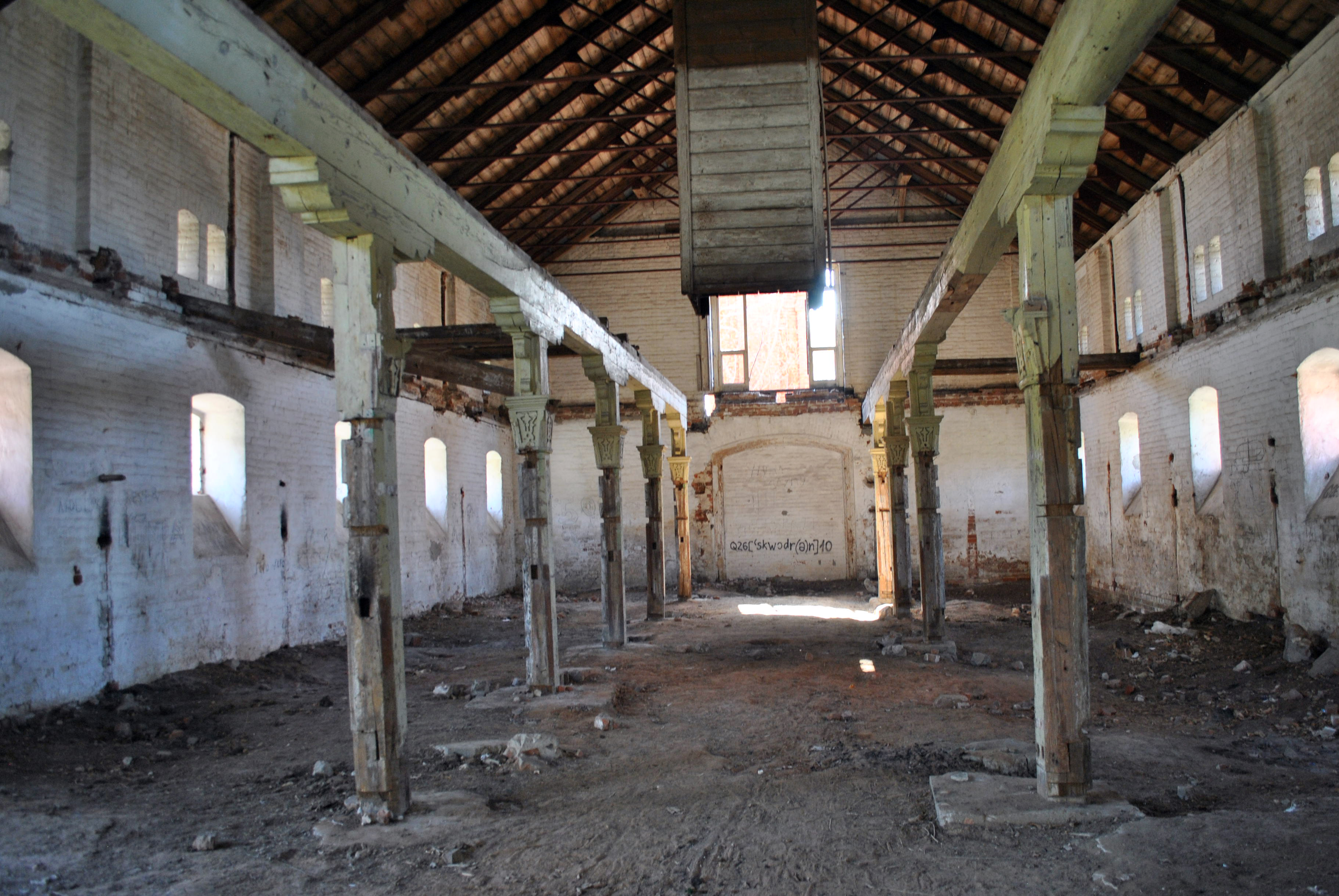
Конюшня біля садиби Харитоненків. Вид з середини
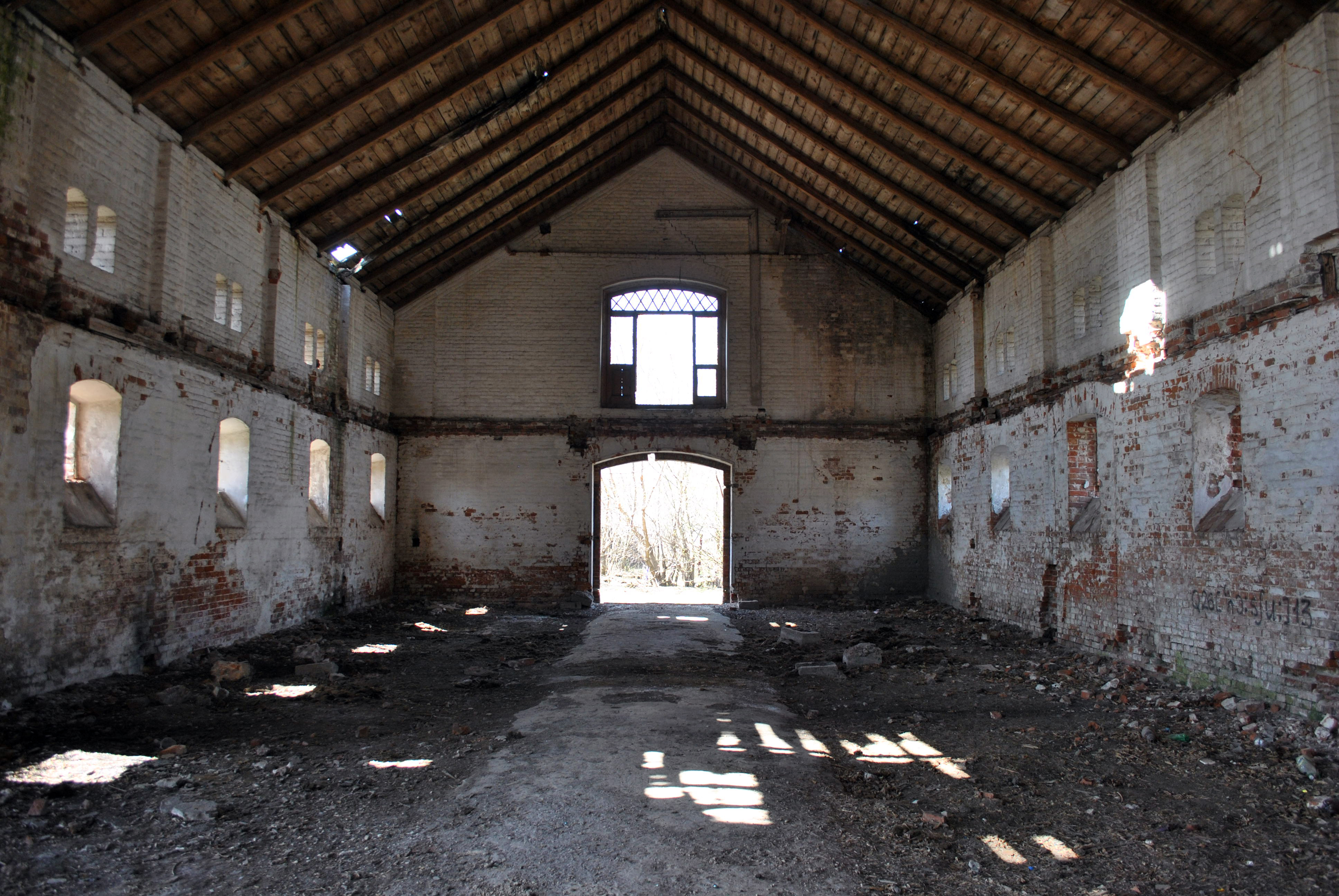
Вид з середини
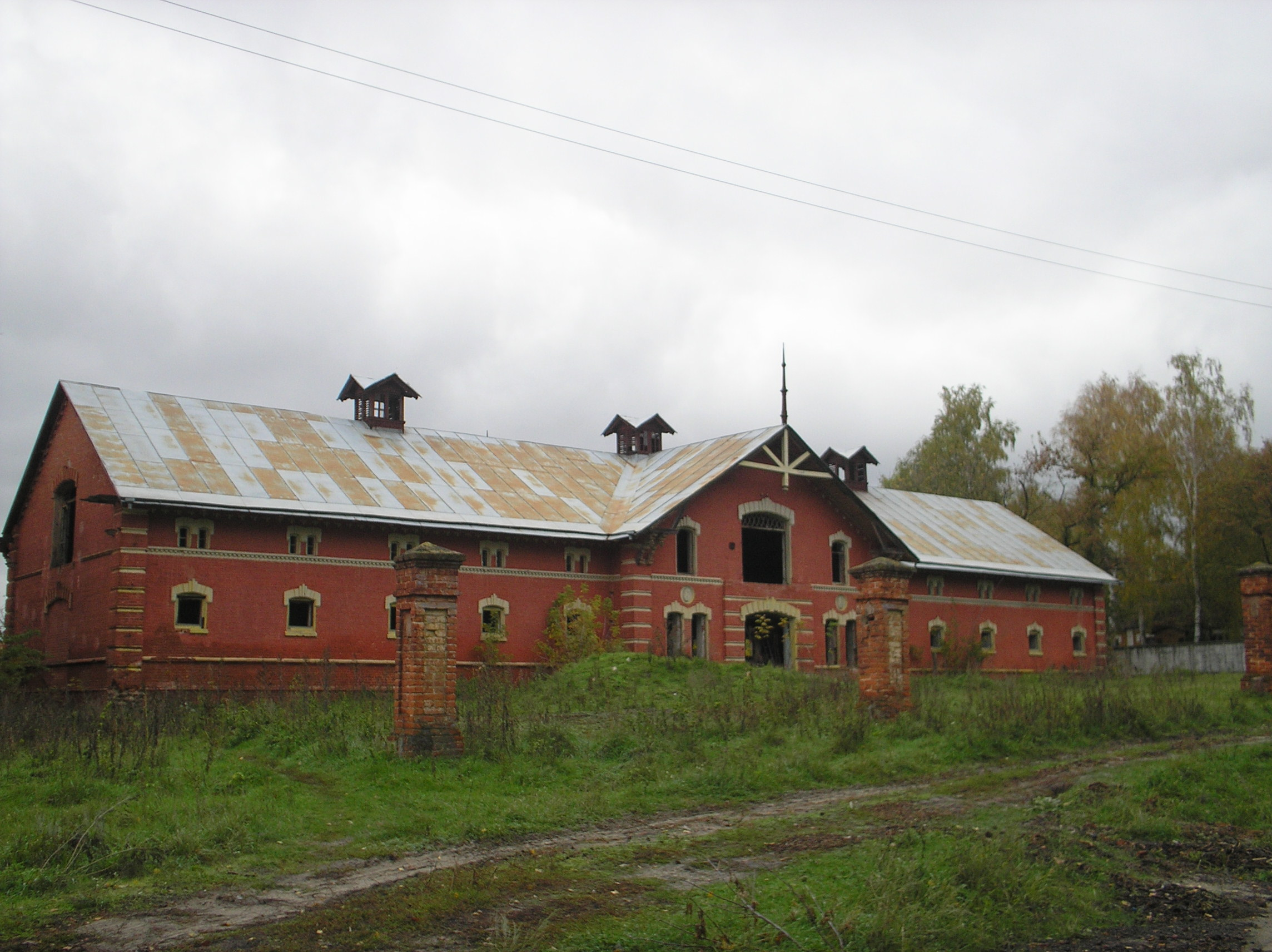
Конюшня біля садиби Харитоненків (2007 рік)
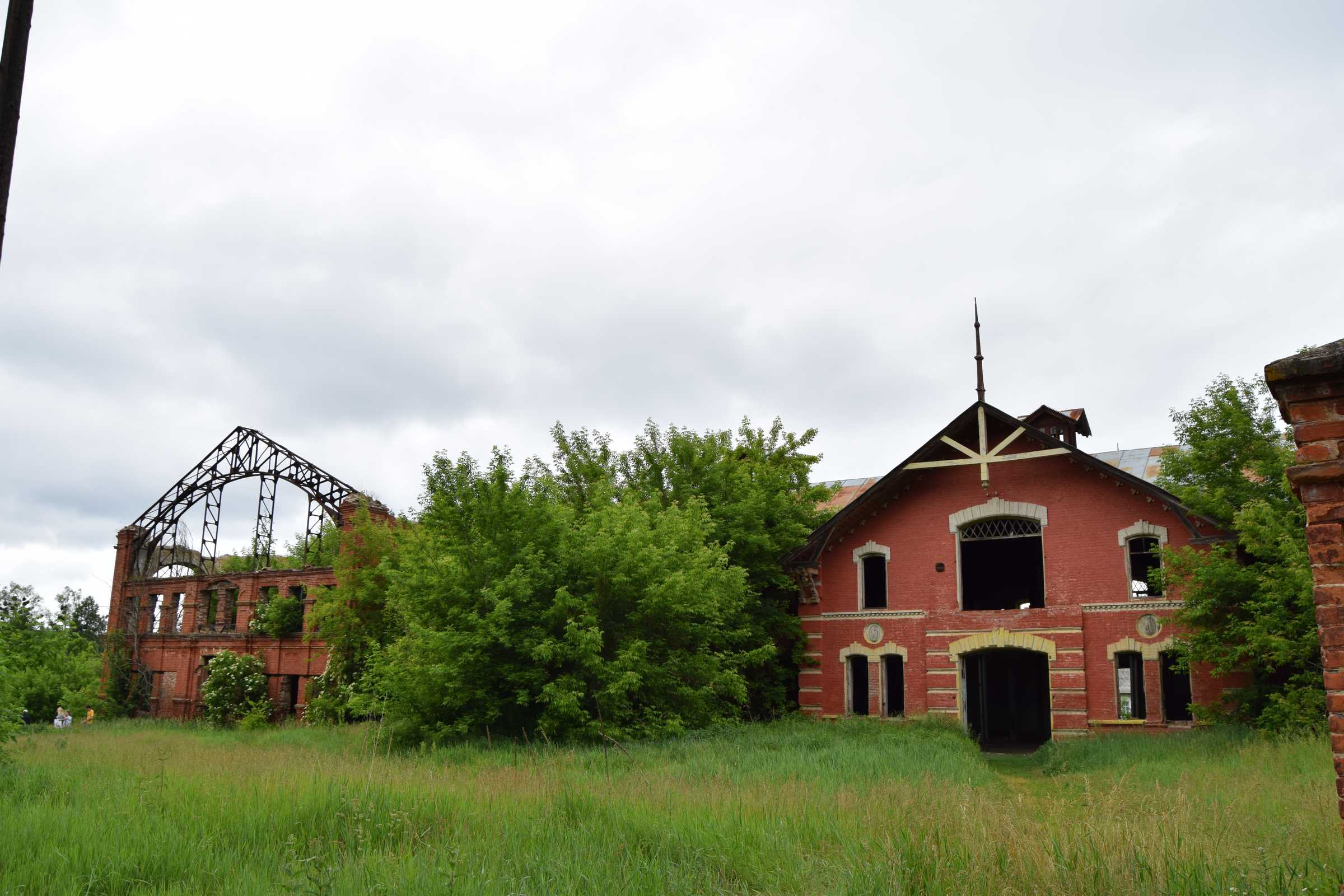
Залишки манежу
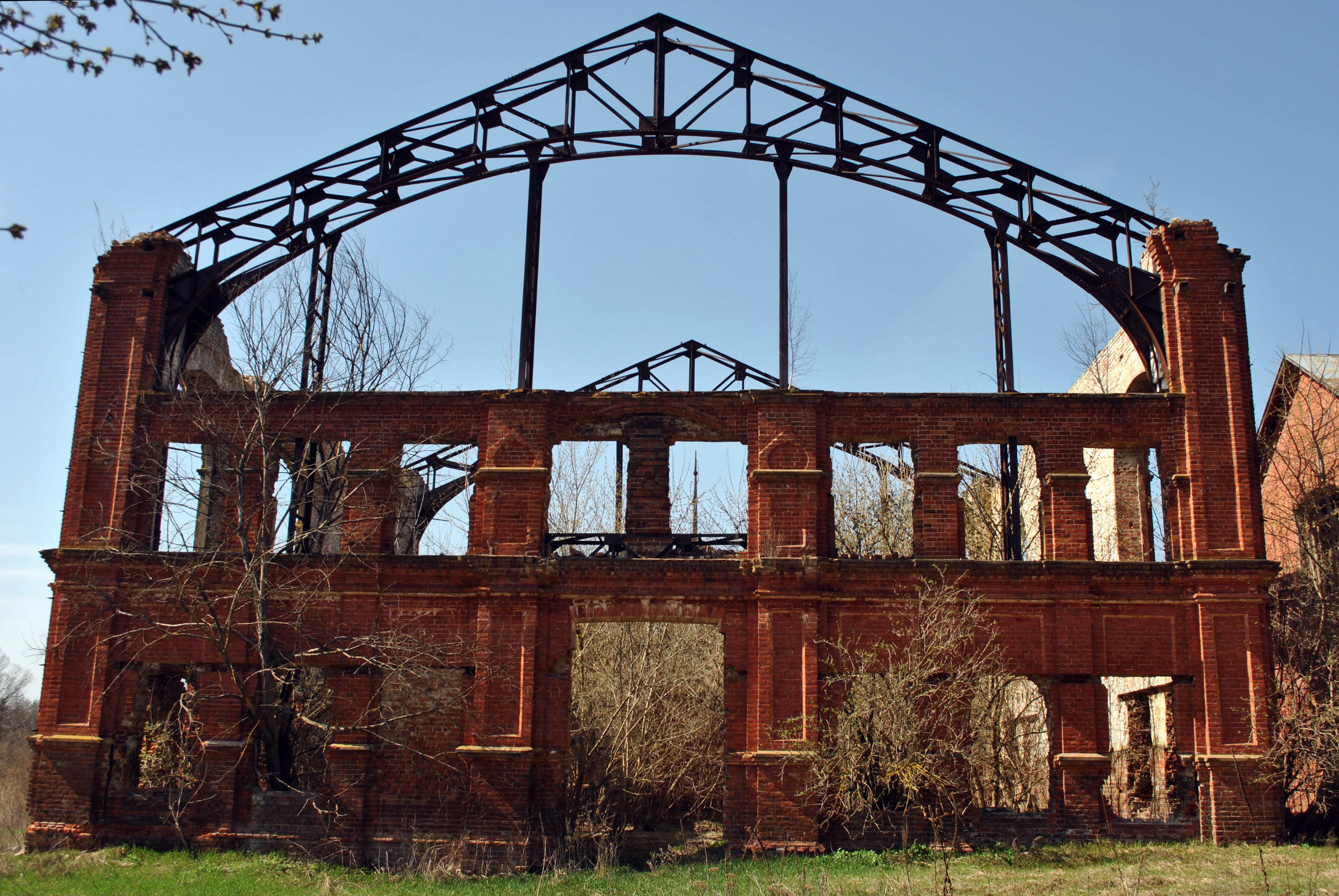
Залишки манежу
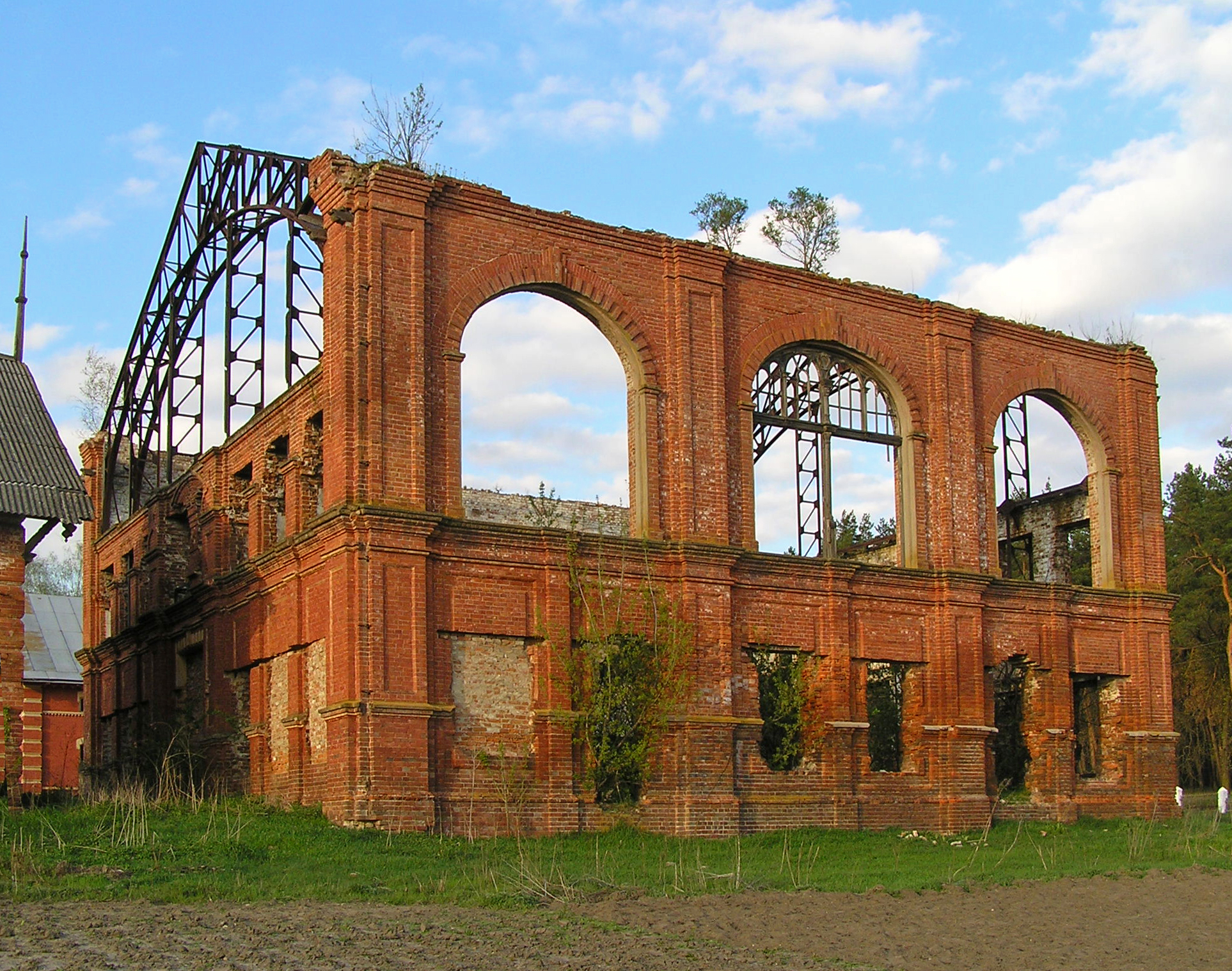
Залишки манежу
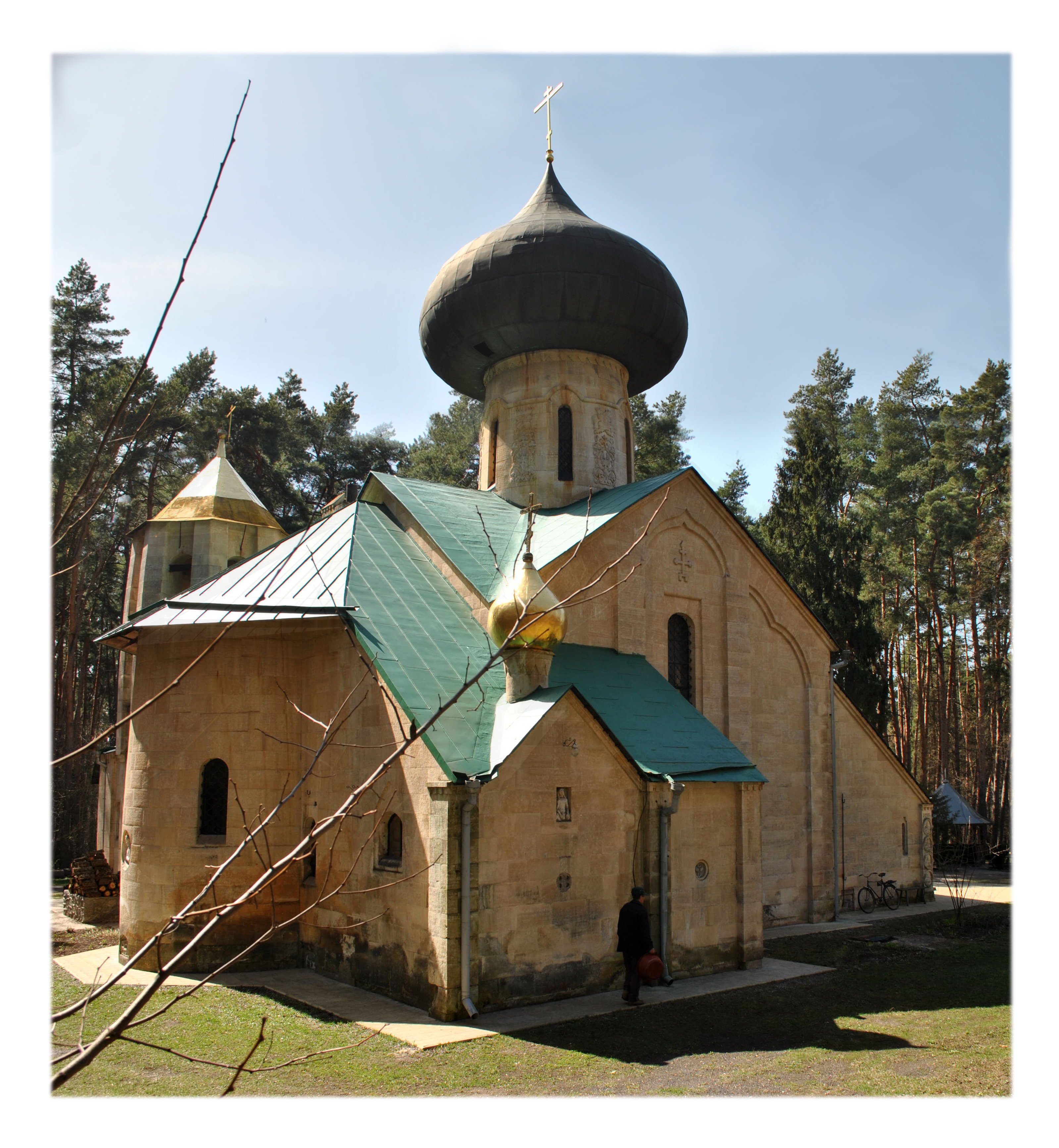
«Спаська церква» садиба Харитоненків
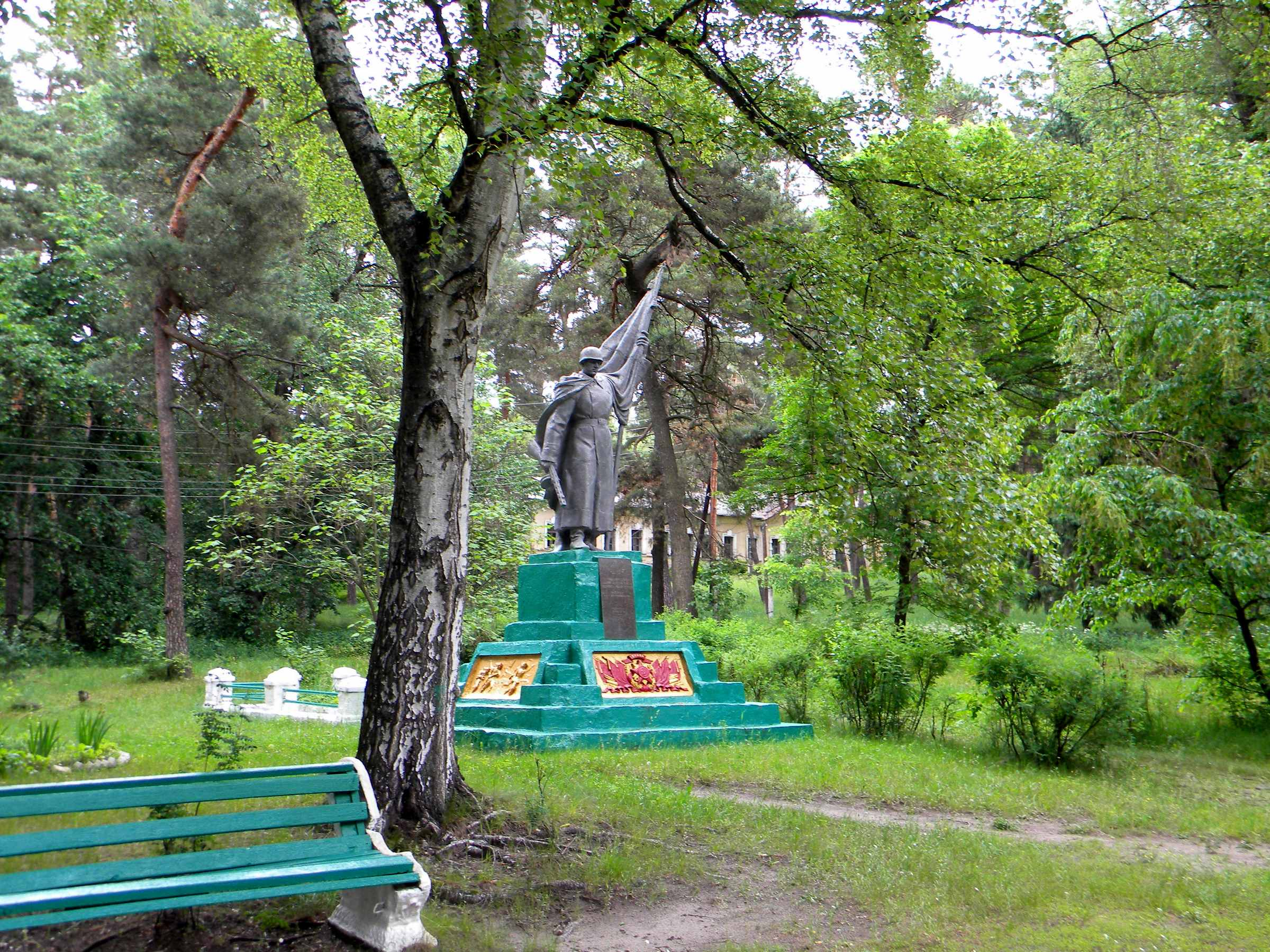
Братська могила
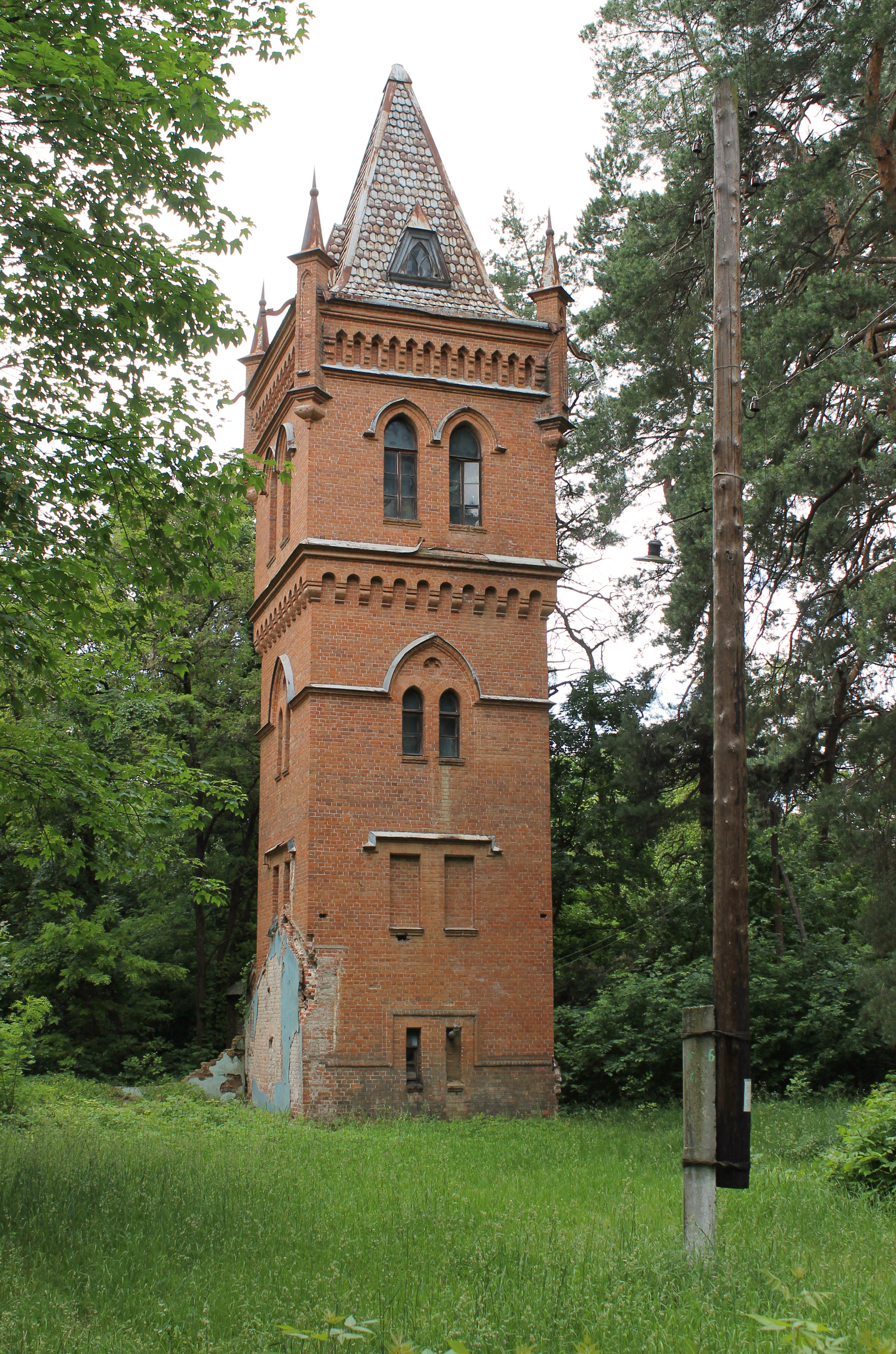
Водогінна вежа Наталіївської садиби
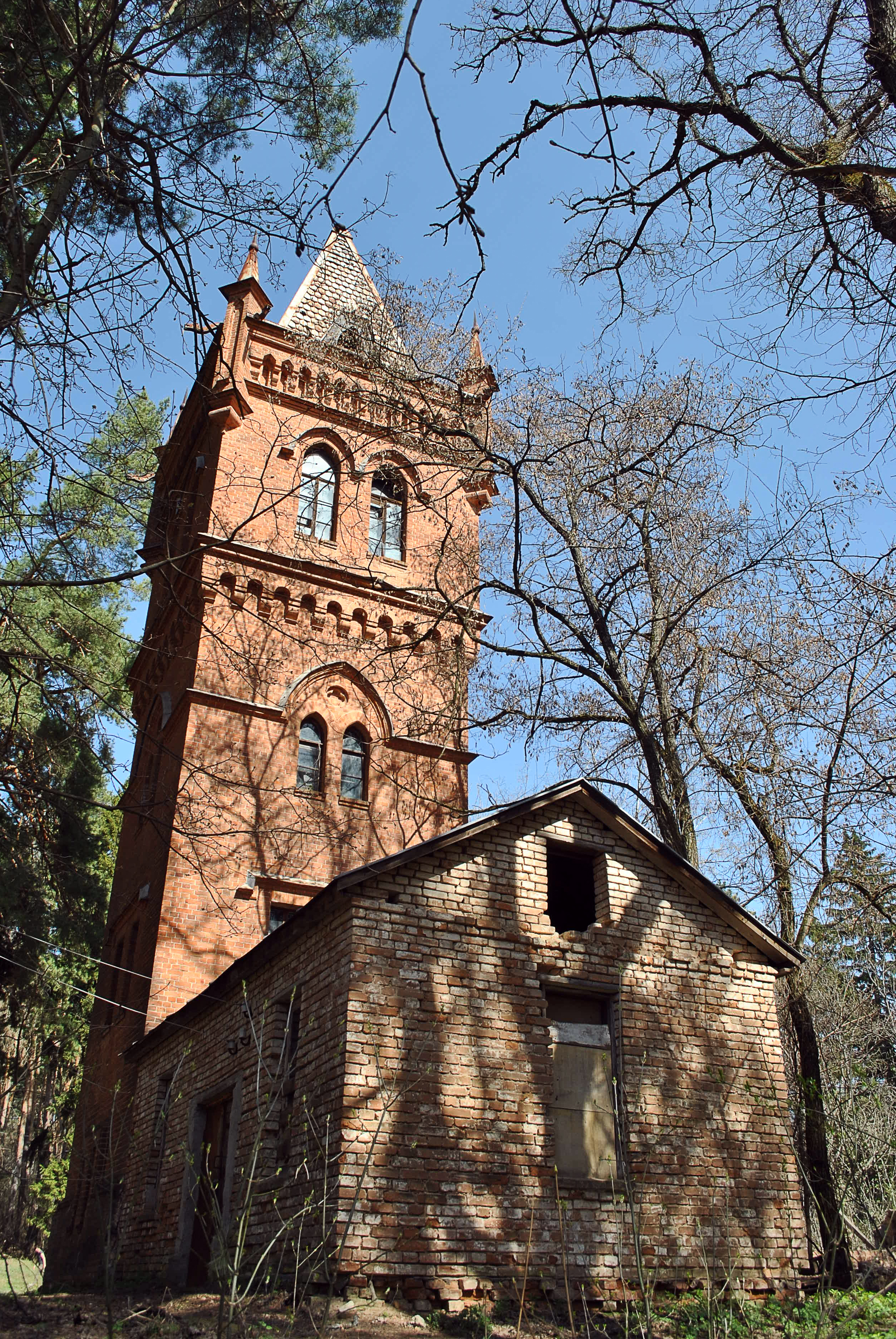
Водогінна вежа. Вид з боку
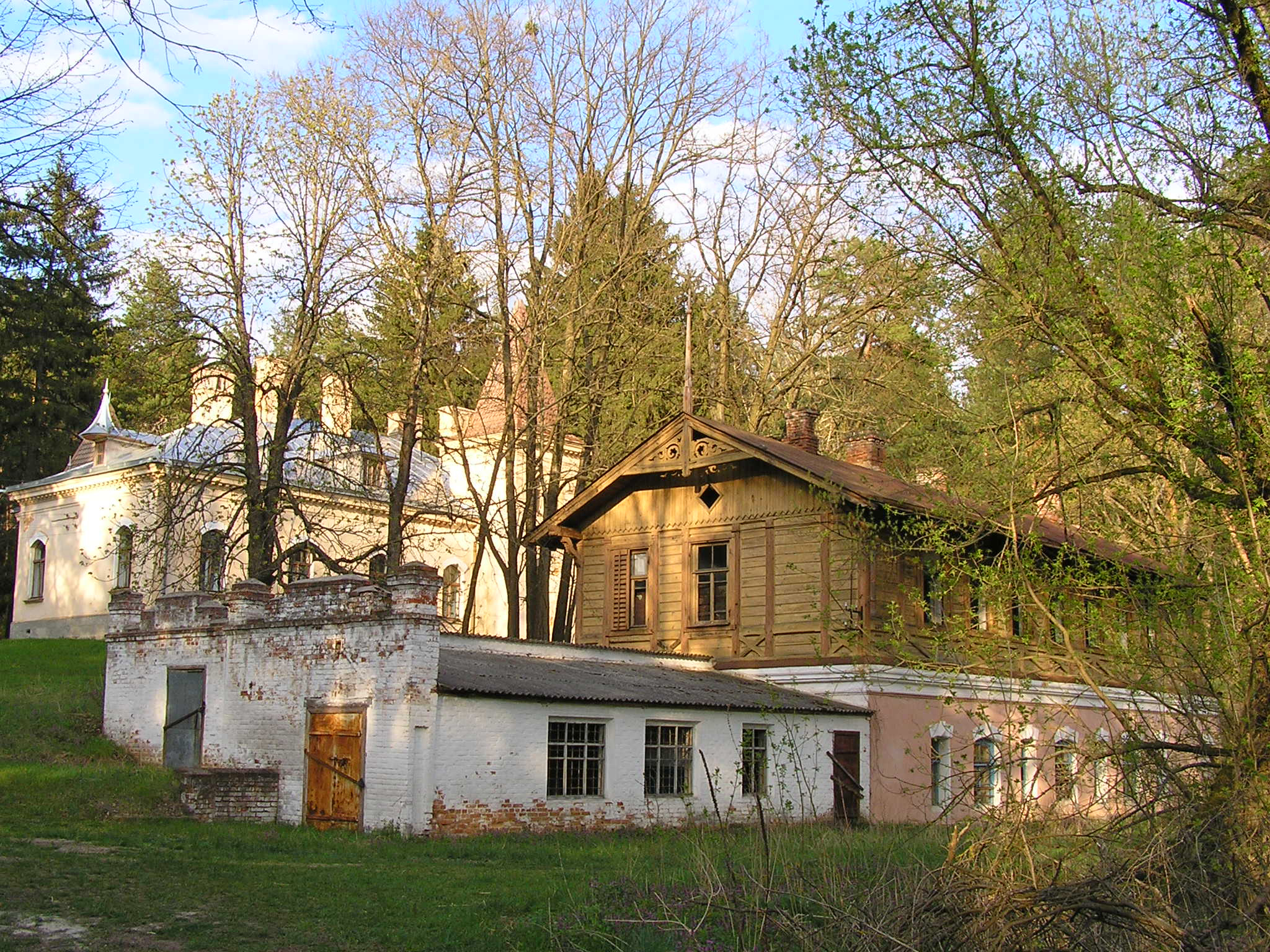
Флігель. Вид збоку
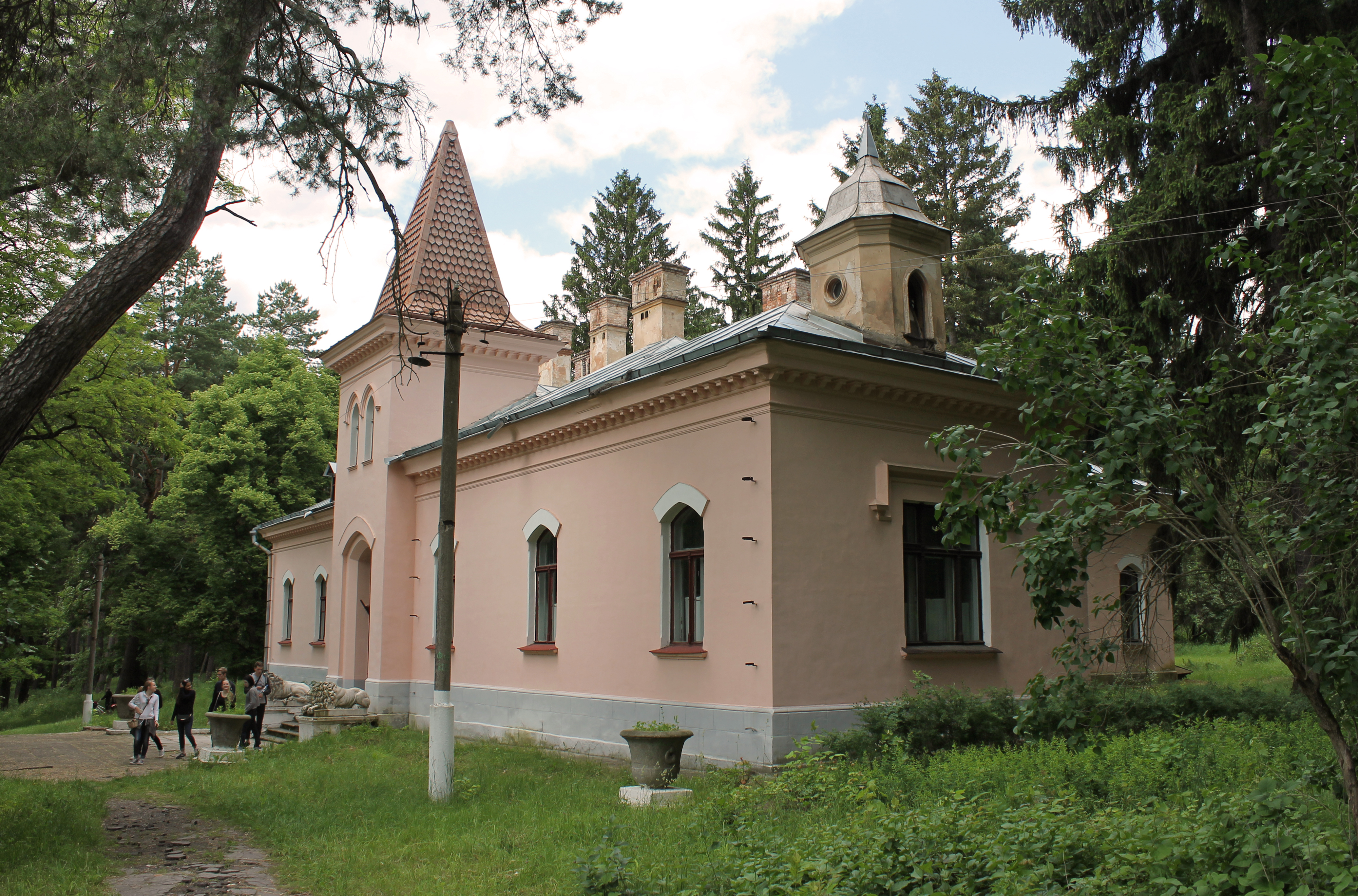
Флігель Наталіївської садиби
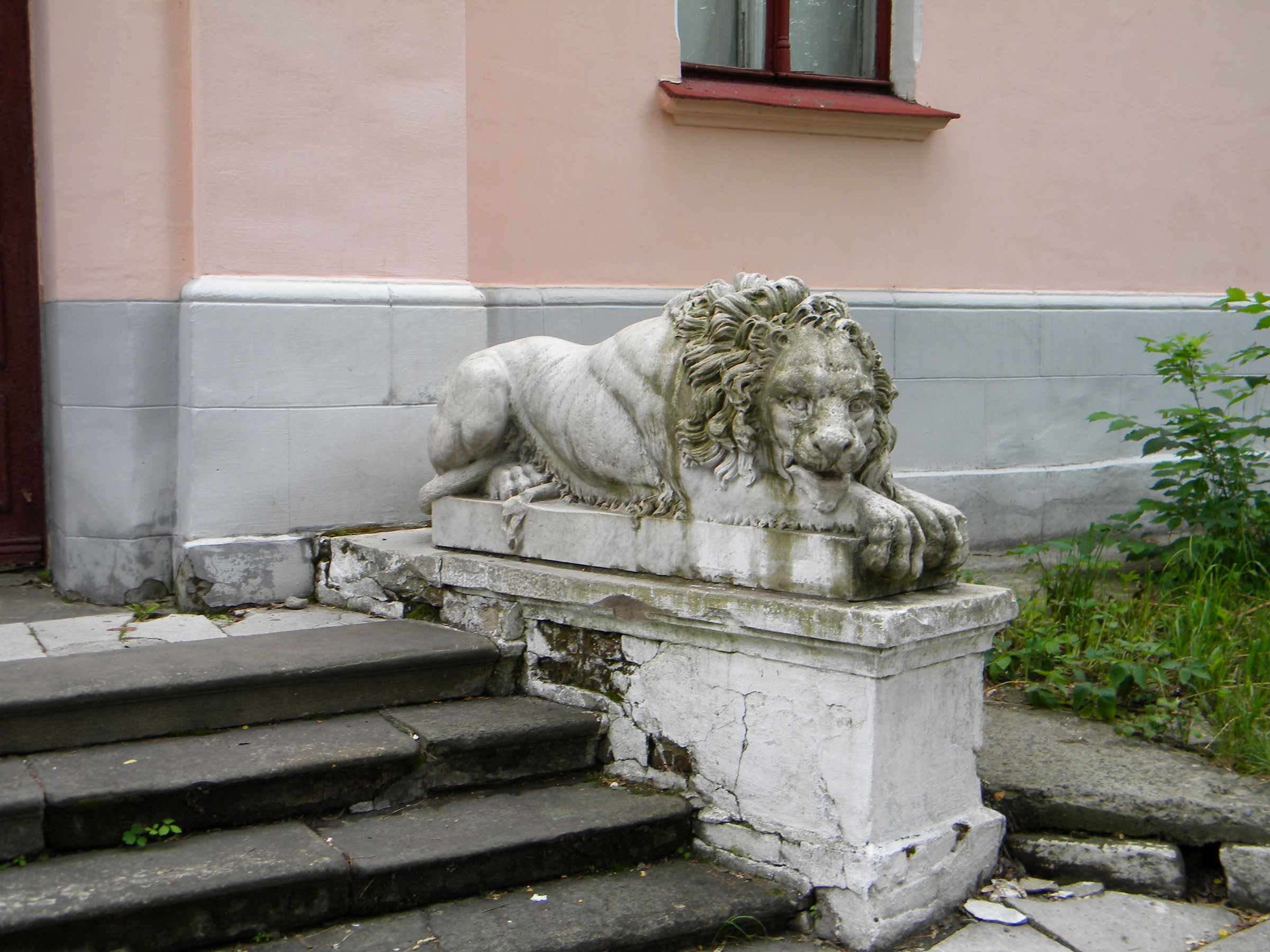
Лев перед центральним входом до флігелю
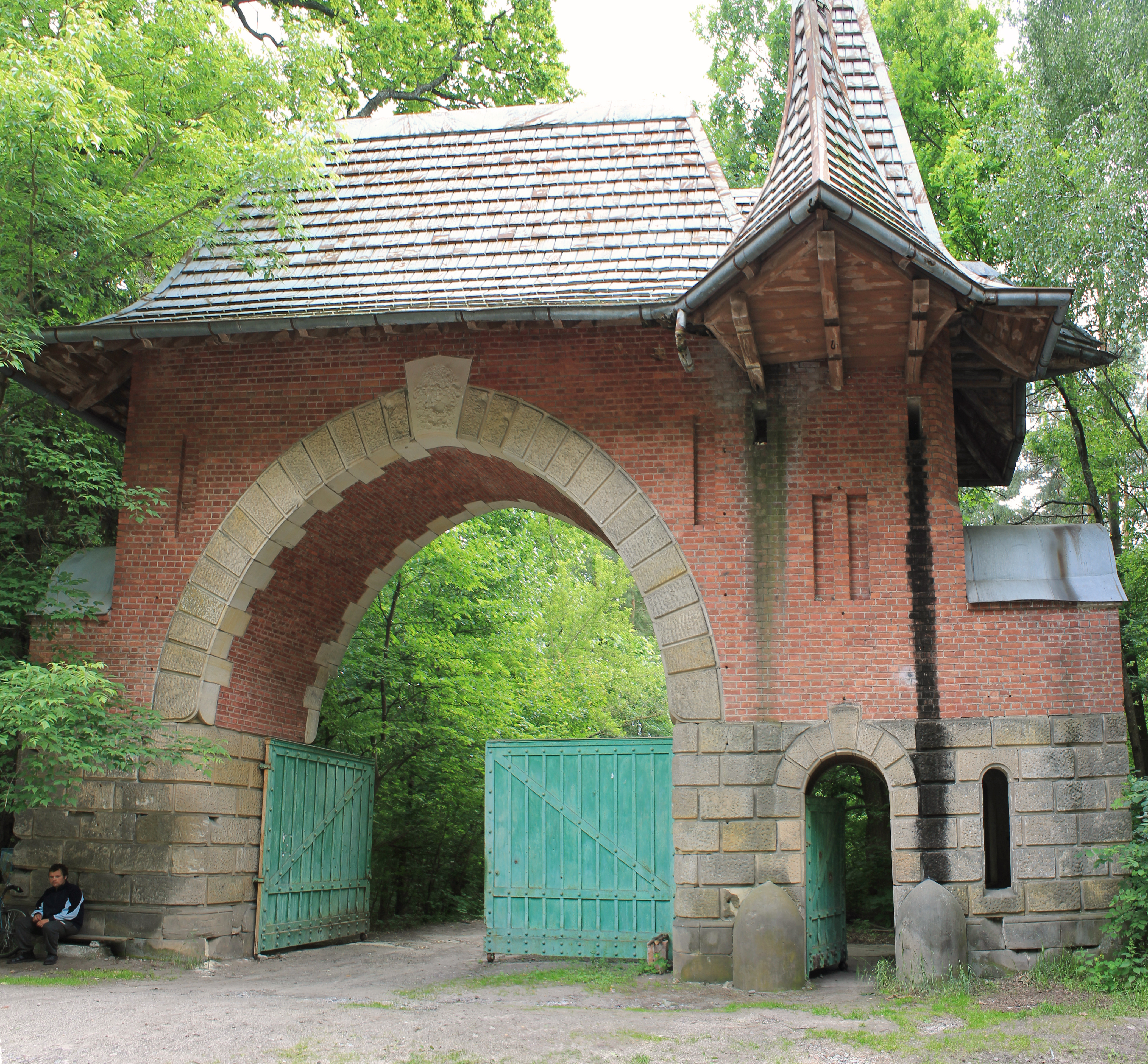
Ворота головного в'їзду Наталіївської садиби 1910 р.
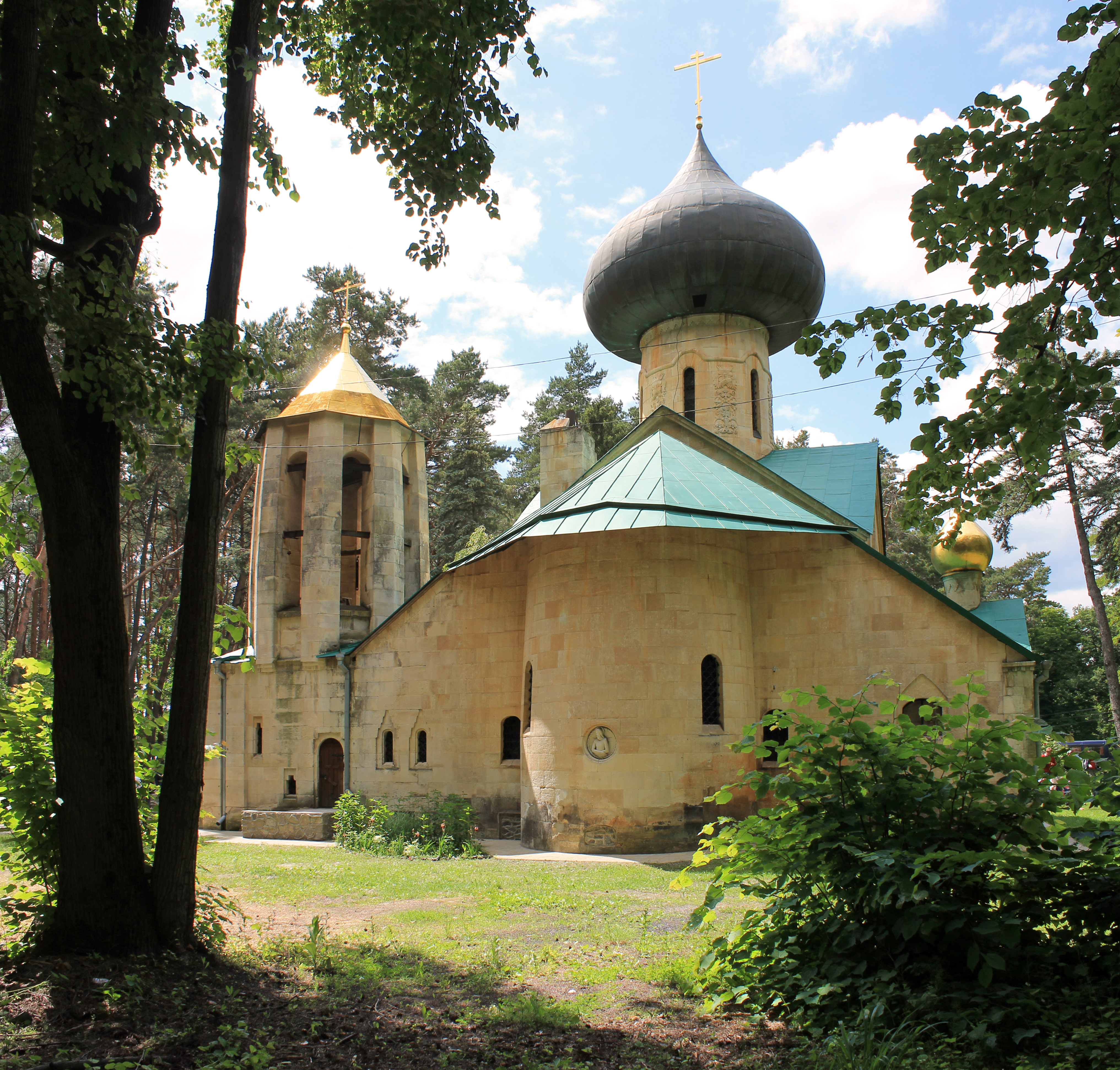
Спаська церква Наталіївської садиби Харитоненків 1913 р.